# Зазорин, Евгений Александрович
Евгений Александрович Зазорин (1925—1986) — конструктор авиационных радиоэлектронных систем и комплексов, лауреат Ленинской премии (1975). Лауреат Государственной премии СССР (1973).

## Биография
Родился в Воронеже 10 июля 1925 года.
Окончил Ленинградский институт авиационного приборостроения в 1948 году.
Получил направление в ОКБ завода No 794 (ОКБ-794), который впоследствии вошёл в состав НИИ радиоэлектроники НПО «Ленинец». Работал там с 1948 по 1986 г. в должностях от инженера до начальника ОКБ — главного конструктора авиационного радиоэлектронного оборудования.
В 1959—1971 годах — начальник СКБ-3 НИИ-131 ГКРЭ, созданного на базе ОКБ-794 ГКРЭ, с 1965 года одновременно заместитель генерального конструктора ОКБ Сухого. Главный конструктор прицельно-навигационных систем ПНС-24 и ПНС-24М самолетов Су-24 и Су-24М.
Руководитель и непосредственный участник разработки многих видов авиационных радиоэлектронных систем и комплексов: самолётные радиодальномеры (1956), бортовой метеорадиолокатор (1959), вертолётный допплеровский измеритель скорости (1960). Руководитель НИИР по созданию прицельно-навигационных комплексов для самолетов-истребителей.
Преподавал в Ленинградском институте авиационного приборостроения.
Лауреат Ленинской премии (1975) и Государственной премии СССР (1973). Почётный радист (1967).
Умер 17 октября 1986 года. Похоронен на Ново-Волковском кладбище.